# Mucuripe (Fortaleza)
Mucuripe é um bairro da zona central do município de Fortaleza, no estado do Ceará, no Brasil. Localiza-se ao longo da enseada homônima. Seu ponto culminante é a Ponta do Mucuripe onde encontra-se a comunidade do Serviluz. Situa-se cerca de quatro quilômetros a leste do Centro da cidade de Fortaleza. A área referente ao Mucuripe abrange as comunidades do Conjunto Santa Terezinha, Castelo Encantado, Conjunto São Pedro e Serviluz. Em idos de 1960, criou no mapa a area chamada de Vicente Pinzon, porém para maioria das pessoas, que tem grande afetividade com o lugar, chamam desde sempre de Mucuripe, o que por muitas vezes causa confusão por conta de delimitação.

## Etimologia
"Mucuripe" é uma palavra com origem na língua tupi. São, no entanto, várias as etimologias que lhe são propostas:
- significaria "Vale dos Mocós";[2]
- significaria "no rio dos gambás", através da junção dos termos mukura ("gambá"),  'y  ("rio") e pe ("em"). No caso, o termo "gambá" não se referiria aos marsupiais propriamente ditos, mas a uma espécie local de peixe que exalaria um odor desagradável, semelhante ao do gambá.[3]
- viria do termo tupi mukurype, que significa "no rio dos bacurizeiros" (mukury, "bacurizeiro" + 'y, "rio" + pe, "em").[4]

## História
Acredita-se que, em 1500, antes da viagem de Pedro Álvares Cabral ao Brasil, o navegador espanhol Vicente Yáñez Pinzón teria desembarcado neste cabo e o batizado de Cabo de Santa Maria de La Consolación, embora a tradição aponte o Cabo de Santo Agostinho em Pernambuco como o local avistado. Em 1501, André Gonçalves e Gonçalo Coelho chegaram à Enseada do Mucuripe, tendo Américo Vespúcio na tripulação.
Quando os holandeses chegaram ao Ceará em 1649, o Mucuripe foi o porto de ancoragem de sua embarcação.

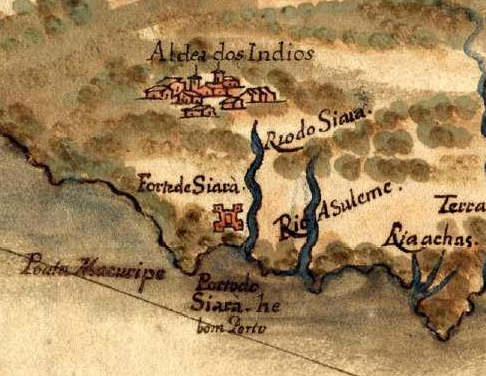
Pormenor do mapa da costa do Ceará de 1629 (João Teixeira Albernaz, o velho), com a Ponta do Mucuripe.

Durante a consolidação de Fortaleza como cidade, a enseada e a ponta do Mucuripe receberam diversas fortificações: Fortim de São Bartolomeu, Fortim de São Bernardo do Governador (Fortim de São Luís), Fortim da Bandeira, Bateria da Princesa Carlota, Bateria de São João do Príncipe e Bateria de São Pedro do Príncipe, que completavam a estrutura militar de defesa do Forte de Nossa Senhora da Assunção. Foi construído, na Ponta do Mucuripe, o Farol do Mucuripe, como apoio e complemento do Porto de Fortaleza e, em 1891, uma estação de trem.
Vila de pescadores, teve dois centros habitacionais: um à margem esquerda do Riacho Maceió e outro à sua margem direita. À margem esquerda do Riacho Maceió, à beira-mar, foi construída uma igrejinha que ficou conhecida como a Capela dos Pescadores. À margem direita do Riacho Macei, no alto da duna, foi construída a Igreja de Nossa Senhora da Saúde. Em 1912, foi construído o segundo cemitério público de Fortaleza (Cemitério São Vicente de Paula).
Nos anos 1940, o Mucuripe foi escolhido como o local para o Porto do Mucuripe, sendo o ramal ferroviário reformado para atender ao porto.
Nos anos 1950, este bairro deixou de ser um bairro de pescadores e expandiu-se. Hoje, é uma das áreas de maior especulação imobiliária de Fortaleza.

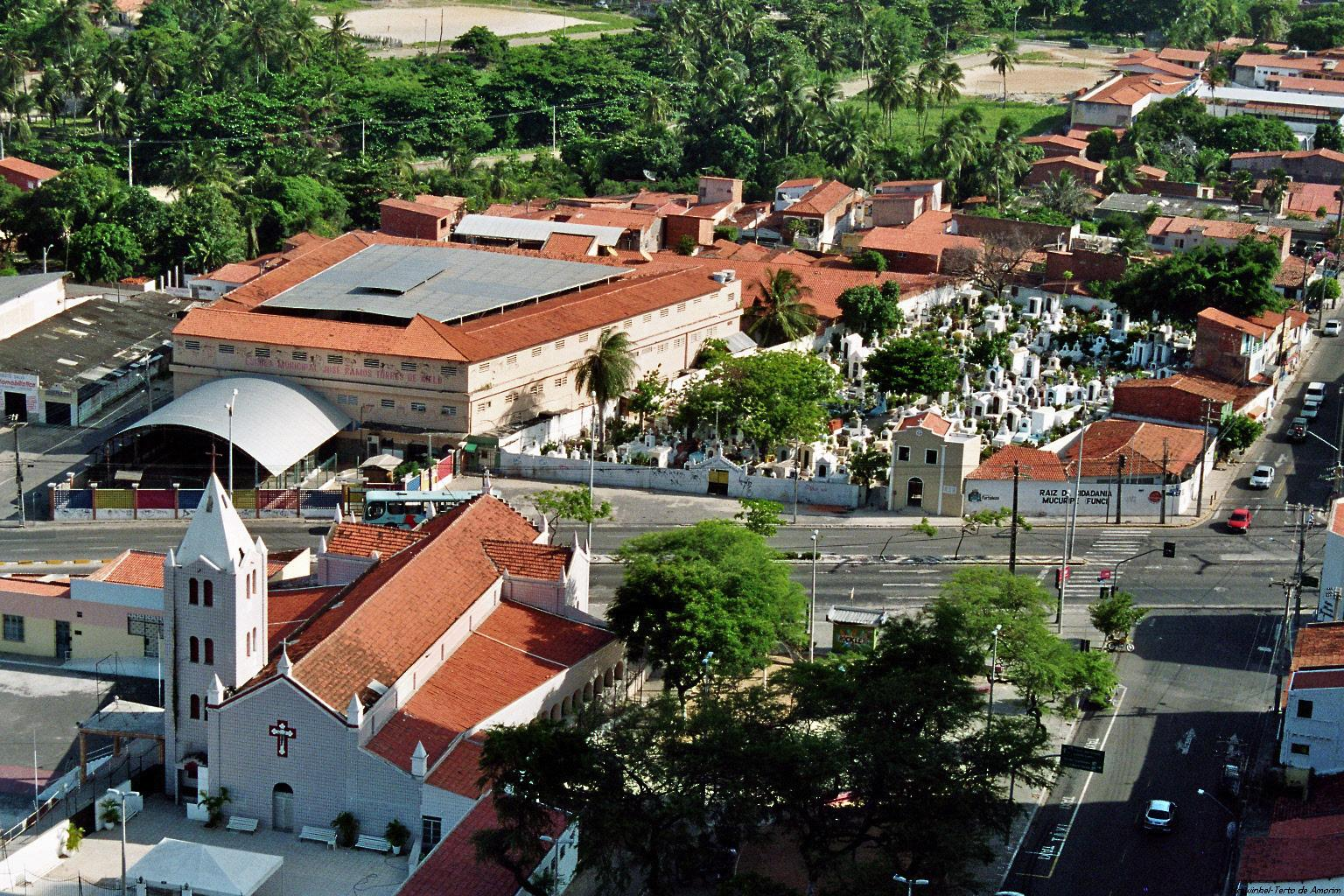
Mucuripe

Mesmo com toda a transformação no bairro, neste ainda acontece, às quintas-feiras, a tradicional Feira do Mucuripe.